# Primo ministro del Regno Unito
Il primo ministro del Regno Unito di Gran Bretagna e Irlanda del Nord (in inglese Prime Minister of the United Kingdom of Great Britain and Northern Ireland) è il capo del governo del Regno Unito ed esercita il potere esecutivo e alcune delle funzioni storicamente affidate al monarca che è il capo dello Stato. In particolare, i suoi poteri discendono dalla Royal Prerogative (1655), e formalmente il primo ministro agisce "on the advice" (su consiglio) del sovrano (è questa la formula ufficiale). Ricopre la carica, ormai solo simbolica, di primo lord del tesoro ed è, pertanto, membro del Consiglio privato.
Dal 5 luglio 2024 il Primo ministro è il laburista Sir Keir Starmer.

## Funzioni
Il sistema costituzionale britannico, pur essendo basato sulla common law, è estremamente rigido e la sua prassi è ormai da secoli consolidata. Il primo ministro designato è, infatti, quasi automaticamente il leader del partito uscito vincitore dalle elezioni - anche se il monarca ha qualche potere discrezionale circa la formazione e la nomina del gabinetto (similmente a un presidente della repubblica, in quanto entrambi sono capi di Stato. Il potere esercitato è dunque una moral suasion) - salvi i casi di hung Parliament, ossia di mancanza di un partito espressivo della maggioranza assoluta dei seggi alla Camera dei comuni, nei quali la nomina a primo ministro ricadrà comunque, verosimilmente, sul capo del partito di maggioranza relativa, sempreché una diversa personalità non offra garanzie maggiori di riuscire a formare una maggioranza in Parlamento in grado di sostenere un governo, mettendo d'accordo due o più partiti.
Per quanto importante, la carica fu introdotta come semplice coordinatore dei ministri senza nessuna legge che regolasse la sua stessa esistenza fino addirittura al 1937 quando fu approvata una legge sul governo (Ministers of the Crown Act 1937) e fu stabilito uno stipendio e appositi dipendenti, prima di allora solo una legge del 1917 (riguardante il dono di Chequers come sua residenza di campagna) aveva citato la figura del primo ministro. La stessa residenza ufficiale a 10 Downing Street è propriamente, fin dal 1732, quella del Primo lord del tesoro, una carica che dal Settecento fu spesso, e sempre dopo il 1902, unita a quella del premier.
La prassi è assai consolidata anche quando il primo ministro dà le dimissioni prima della scadenza naturale del mandato, di solito di cinque anni e un mese (evento verificatosi spesso negli ultimi decenni con Harold Wilson, Margaret Thatcher, Tony Blair, Boris Johnson, Liz Truss che furono sostituiti rispettivamente da James Callaghan, John Major e Gordon Brown, Liz Truss e Rishi Sunak). In questo caso è automatico il passaggio di consegne tra il leader di partito uscente e quello entrante rendendo così inscindibile il ruolo di primo ministro con quello di capo del partito. Anche in questo caso, però, il monarca può decidere di nominare un primo ministro che non sia il nuovo leader del partito di maggioranza anche se ciò si è verificato solo in una occasione quando Elisabetta II volle imporsi per la nomina del conservatore Alec Douglas-Home conte di Home a premier, dopo le dimissioni di Harold Macmillan.
Il primo ministro e il governo che guida (the cabinet) sono responsabili di fronte al parlamento del quale sono, per moderna convenzione, membri.